# 2006年アジア競技大会
2006年アジア競技大会（2006ねんアジアきょうぎたいかい、The 15th Asian Games XV Asiad）は、2006年12月1日から12月15日までカタール・ドーハで開催された第15回アジア競技大会である。

## 大会招致まで
大会開催地を巡ってはカタール・ドーハ以外にマレーシアのクアラルンプールと香港が名乗りを挙げ、ドーハが22票で半数を超えたため開催地に選ばれた。西アジアでの開催は1974年のテヘラン大会以来32年ぶり。アラブ諸国での開催は初めて。

## 大会のハイライト
- イスラム圏の関係で厳しいドレスコードを実施した大会であった。したがって露出が激しい服装はならず代わりに静粛な服装が求められた。これは2018年アジア競技大会でも同じように適用された。
- 湾岸戦争により資格停止処分を受けていたイラクが20年ぶりに参加。
- オリンピックのそれを上回る費用をかけたといわれる開会式（2006年アジア競技大会の開会式）では、アジア全域の歴史や文化を軸にした華やかな演出がなされ、評判となった。
- 女子重量挙げで、中国の陳艶青がスナッチ、ジャーク、トータル全てで世界新の記録を出した。
- 競泳男子自由形で韓国の朴泰桓が3種目で優勝し、1500mではアジア新記録（当時）を達成し大会MVPに選出された。

## 実施競技
- 陸上競技 (詳細)
- 競泳 (詳細)
- 飛込 (詳細)
- シンクロナイズドスイミング (詳細)
- 水球 (詳細)
- アーチェリー
- バドミントン (詳細)
- 野球 (詳細)
- バスケットボール (詳細)
- ビリヤード (詳細)
- ボディビル

- ボウリング
- ボクシング (詳細)
- カヌー
- 自転車競技 (詳細)
- 馬術
- フェンシング
- サッカー (詳細)
- ゴルフ
- 体操 (詳細)
- ハンドボール (詳細)
- ホッケー (詳細)

- 柔道 (詳細)
- カバディ
- 空手道
- 武術太極拳
- ボート競技
- ラグビー (詳細)
- セーリング
- セパタクロー
- 射撃
- ソフトボール (詳細)
- ソフトテニス

- スカッシュ
- 卓球 (詳細)
- テコンドー
- テニス (詳細)
- バレーボール (詳細)
- 重量挙げ
- レスリング (詳細)
- チェス (詳細)
- トライアスロン

## 大会マスコット
「ドーハ2006」アジア大会のマスコットは、アラビアオリックスの「オリー（Orry）」。

## 参加国・地域
| - アフガニスタン (47) - バーレーン (21) - バングラデシュ (74) - ブータン (21) - ブルネイ (7) - カンボジア (17) - 中国 (647) - チャイニーズタイペイ (399) - 東ティモール (15) - 香港 (282) - インド (387) - インドネシア (140) - イラン (239) - イラク (86) - 日本 (631) | - ヨルダン (98) - カザフスタン (338) - クウェート (238) - キルギス (131) - ラオス (15) - レバノン (15) - マカオ (203) - マレーシア (244) - モルディブ (55) - モンゴル (175) - ミャンマー (40) - ネパール (51) - 北朝鮮 (164) - オマーン (81) - パキスタン (157) | - パレスチナ (72) - フィリピン (233) - カタール (359) - サウジアラビア (155) - シンガポール (134) - 韓国 (656) - スリランカ (151) - シリア (155) - タジキスタン (103) - タイ (378) - トルクメニスタン (43) - アラブ首長国連邦 (131) - ウズベキスタン (243) - ベトナム (247) - イエメン (24) |

## 各国・地域の獲得メダル数
| 順   | 国・地域             | 金  | 銀  | 銅  | 計   |
| ---- | -------------------- | --- | --- | --- | ---- |
| 1    | 中国                 | 165 | 88  | 63  | 316  |
| 2    | 韓国                 | 58  | 53  | 82  | 193  |
| 3    | 日本                 | 50  | 71  | 78  | 199  |
| 4    | カザフスタン         | 23  | 19  | 43  | 85   |
| 5    | タイ                 | 13  | 15  | 26  | 54   |
| 6    | イラン               | 11  | 15  | 22  | 48   |
| 7    | ウズベキスタン       | 11  | 14  | 14  | 39   |
| 8    | インド               | 10  | 18  | 26  | 54   |
| 9    | カタール             | 9   | 12  | 11  | 32   |
| 10   | チャイニーズタイペイ | 9   | 10  | 27  | 46   |
| 11   | マレーシア           | 8   | 17  | 17  | 42   |
| 12   | シンガポール         | 8   | 7   | 12  | 27   |
| 13   | サウジアラビア       | 8   | 0   | 6   | 14   |
| 14   | バーレーン           | 7   | 10  | 4   | 21   |
| 15   | 香港                 | 6   | 12  | 10  | 28   |
| 16   | 北朝鮮               | 6   | 9   | 16  | 31   |
| 17   | クウェート           | 6   | 5   | 2   | 13   |
| 18   | フィリピン           | 4   | 6   | 9   | 19   |
| 19   | ベトナム             | 3   | 13  | 7   | 23   |
| 20   | アラブ首長国連邦     | 3   | 4   | 3   | 10   |
| 21   | モンゴル             | 2   | 5   | 8   | 15   |
| 22   | インドネシア         | 2   | 3   | 15  | 20   |
| 23   | シリア               | 2   | 1   | 3   | 6    |
| 24   | タジキスタン         | 2   | 0   | 2   | 4    |
| 25   | ヨルダン             | 1   | 3   | 4   | 8    |
| 26   | レバノン             | 1   | 0   | 2   | 3    |
| 27   | ミャンマー           | 0   | 4   | 7   | 11   |
| 28   | キルギス             | 0   | 2   | 6   | 8    |
| 29   | イラク               | 0   | 2   | 1   | 3    |
| 30   | マカオ               | 0   | 1   | 6   | 7    |
| 31   | パキスタン           | 0   | 1   | 3   | 4    |
| 32   | スリランカ           | 0   | 1   | 2   | 3    |
| 33   | トルクメニスタン     | 0   | 1   | 0   | 1    |
| 33   | ラオス               | 0   | 1   | 0   | 1    |
| 35   | ネパール             | 0   | 0   | 3   | 3    |
| 36   | アフガニスタン       | 0   | 0   | 1   | 1    |
| 36   | バングラデシュ       | 0   | 0   | 1   | 1    |
| 36   | イエメン             | 0   | 0   | 1   | 1    |
| 合計 | 合計                 | 428 | 423 | 542 | 1393 |